# André Biard
André Biard, né le 23 juillet 1918 à Falaise et mort le 24 septembre 2001 à Nice, est un général d'armée français, grand-croix de la Légion d'honneur et de l'ordre national du Mérite.
Il s'illustre au cours de la Seconde Guerre mondiale, en 1943-1945, durant la campagne de Tunisie  comme lieutenant au 2e régiment de tirailleurs algériens (2e RTA). Puis, affecté au 5e régiment de tirailleurs marocains (5e RTM), il combat lors de la campagne d'Italie, au sein du corps expéditionnaire français du général Juin, et des campagnes de France et d'Allemagne. 
Major général de l'Armée de terre en 1974 puis gouverneur militaire de Metz en 1975, il est général d'armée en 1976 et commande la 1re armée à Strasbourg. 
Il est grand chancelier de la Légion d'honneur de 1981 à 1992.

## Biographie

### Famille
Il est le fils de René Biard, directeur de service administratif, et de Adèle Petit-Girard. Il se marie le 23 avril 1946 à Marie-Louise Menut avec qui il a deux enfants, Dominique et Jean-René.

### Formation
Il effectue ses études supérieures à l'école de Saint-Cyr de 1937 à 1939.

### Seconde Guerre mondiale
Il combat durant la bataille de France en mai-juin 1940 au 13e régiment de tirailleurs algériens (13e RTA).
Après la reformation de l'armée française à la suite du débarquement allié en Afrique du Nord en novembre 1942, il s'illustre durant la campagne de Tunisie comme lieutenant au 2e régiment de tirailleurs algériens (2e RTA).
Le 19 juin 1943, en Tunisie, le général américain Patton ainsi que les généraux Bradley et Gaffey, et l'aide de camps de Patton, le major Richard N. Jenson, tué en Tunisie, sont faits membres d'honneur du 2e RTA. Le lieutenant Biard porte le drapeau au moment de la cérémonie.
Il est affecté ensuite au 5e régiment de tirailleurs marocains (5e RTM) lors de la campagne d'Italie au sein du corps expéditionnaire français du général Juin. Il combat en Italie jusqu'en juillet 1944, participant à l'ensemble des opérations : combats d'hiver dans les Abruzzes et sur la ligne Gustav ; bataille du Garigliano ; poursuite sur Rome puis sur Sienne puis lors de la campagne de France participant de novembre 1944 à janvier 1945, à la percée qui le conduit à Belfort et en Alsace puis en Allemagne. Promu capitaine en 1945, il termine la guerre avec le 151e régiment d’infanterie.

### Guerre d'Indochine
Il est promu chef de bataillon en 1951 et envoyé en Indochine à la tête du 4e bataillon du 7e régiment de tirailleurs algériens (7e RTA). En 1952, il  entre à l'état-major des forces françaises au Viêt Nam du Nord.

### Guerre d'Algérie
Après plusieurs postes en écoles et en état-major à Paris, il sert en Algérie, dans la région de Mostaganem, comme colonel au sein de la 41e brigade, après les accords d'Évian.

### Officier général
Promu général de brigade en 1967, il est affecté à l'état-major de l'armée de terre et, deux ans plus tard, il commande l'École d'application de l'infanterie.
Général de division, il devient en 1973, sous-chef d'état-major de l'armée de terre, puis, quelques mois plus tard, il est promu général de corps d'armée et nommé major général, le deuxième poste le plus élevé de l'armée de terre. 
En 1975, il devient gouverneur militaire de Metz et commande la VIe région militaire. Enfin, en août 1976, il est élevé au rang et appellation de général d'armée et commande la 1re armée à Strasbourg. 
En 1979, il atteint la limite d'âge de son rang et quitte le service actif.

### Grand chancelier de la Légion d'honneur
Membre du conseil de l'ordre de la Légion d'honneur, il est désigné pour remettre le collier de grand-maître de l'ordre à François Mitterrand, investi président de la République le 21 mai 1981. Il est nommé grand chancelier par un décret du 4 juin suivant en remplacement du général Alain de Boissieu, qui avait démissionné pour ne pas avoir à remettre les insignes au nouveau chef de l'État.
Sur sa demande, il est mis fin à ses fonctions par un décret du 5 juin 1992 qui le remplace par le général Gilbert Forray.

## États de service
- Sous-lieutenant (1939)
- Lieutenant (1941)
- Capitaine (1945)
- Commandant (1953)
- Lieutenant-colonel (1958)
- Colonel (1962)
- Général de brigade (1967)
- Commandant de l’Ecole d’application d’infanterie (1969-1973)
- Général de division (1971)
- Général de corps d’armée (1973)
- Major général de l’armée de terre (1974)
- Gouverneur militaire de Metz, commandant le 1er corps d’armée et la 6e région militaire (1975)
- Général d’armée (1976), commandant la 1re armée
- Gouverneur militaire de Strasbourg (1977)
- Membre du Conseil supérieur de l’armée de terre (1975-79)
- Admis dans la 2e section des officiers généraux (1979)
- Grand chancelier de la Légion d’honneur (1981-1992).

## Décorations
- Grand-croix de la Légion d'honneur (5 juillet 1979)
- Grand-croix de l'ordre national du Mérite (4 juin 1981)
- Croix de guerre 1939–1945
- Croix de guerre des Théâtres d'opérations extérieurs
- Commandeur de l'ordre des Palmes académiques (1989)[7]

Il est titulaire de 11 citations.

## Sources
- Arnaud Chaffanjon, Les grands maîtres et les grands chanceliers de la Légion d'honneur : De Napoléon Ier à François Mitterrand, Paris, Éditions Christian, 1983, 271 p. (ISBN 978-2-864-96012-6), p. 135.
- « Disparition : Le général André Biard, ancien grand chancelier de la Légion d'honneur », Le Monde,‎ 27 septembre 2001 (lire en ligne).
- « Général d'armée André Biard », Association nationale des membres de l'Ordre national du Mérite.
- Dossier au Service Historique de la Défense : cote 14 YD 2270.